# FF ADVENTURE
FF ADVENTURE(Free Fight Adventure, FFA)은 D.Takamiya(CUMRO)가 개발한 웹 브라우저 기반의 배포형 cgi 게임이다. 주로 캐릭터를 육성해서 다른 유저의 캐릭터와 경쟁하는 내용이다. 카피레프트 배포이기 때문에 FFB, MSVS 등의 다양한 파생 버전이 존재한다.

## 게임 방법
다른 웹 게임처럼 표시되는 화면 요소를 클릭하는 것으로 게임을 진행시켜 나간다. 대부분은 마우스로 조작하므로 키보드는 거의 쓰이지 않는다.

## 캐릭터 육성 요소
주로 아래 요소에 대해 육성을 실시한다.
- 레벨: 캐릭터의 레벨을 올리기 위해서는 경험치가 필요하고, 업을 하면 일부 능력치가 상승한다.
- 아이템의 장착: 캐릭터에는 무기, 장비 등을 장착할 수 있다. 게임 내에서 포인트로 구입할 수 있다. 일부 아이템에는 특수한 능력들이 달려있는 경우가 있다.
- 전직 시스템: 캐릭터 작성시에 원하는 직업을 선택하여 육성하고, 레벨이 높아짐에 따라 전직이 가능해진다. 일반적으로 최대 레벨은 60인데, 여기에 다다르면 직업을 마스터하게 된다. 특정 직업들을 마스터하면, 기존에 선택할 수 없던 직업도 전직할 수 있게 된다.

## 프로그래밍 언어에 따른 FFA 버전의 분류
크게 두 가지로 나뉜다.
- 펄 버전：일반적인 FFA는 cgi 게임이다. 하지만 이것은 서버의 지나친 부하와 이용자의 CPU 점유율 증가 등의 문제점을 불러왔다.
- PHP 버전：기존의 cgi판 FFA의 문제점을 해결하기 위해 생겨났다. cgi 버전의 모든 기능을 구현해내는 것이 목적이다.

## 문제점
- 서버 상의 문제: cgi로 이뤄진 FFA는 서버 부하가 높기 때문에, 많은 호스팅 업체에서 이 게임의 설치를 금하고 있다. 이것은 FFA에 쓰여진 loop 문과 많은 서버 액세스 등으로 고도의 서버 처리 능력을 요하고 있기 때문이다.
- 정식 명칭의 문제: `Free Fight Adventure`의 정식 명칭은 본래 `Final Fantasy Adventure`였다. 하지만 이것은 저작권 상 문제를 지니고 있었으므로, D.Takamiya(CUMRO)의 판권을 계승한 ma-ti는 정식 명칭을 `Free Fight Adventure`라고 고쳤다.

### 논란
FF ADVENTURE의 디코드 처리 루틴이 KENT WEB에서 배포되고 있는 게시판 스크립트의 디코드 처리 루틴과 지나치게 닮아 있기 때문에 유용 의혹이 있다.

## 주 버전
- FFA Classic
- FF ADVENTURE (改)
- FF BATTLE De i

## 같이 보기
- 온라인 게임 목록
- 웹 게임